# 国民体育大会高等学校野球競技 (香川県勢)
国民スポーツ大会高等学校野球競技（硬式の部・軟式の部）における香川県勢の成績について記す。

## 硬式の部
| 年度（大会）               | 出場校                   | 試合結果 | 試合結果                          | 成績     |
| -------------------------- | ------------------------ | -------- | --------------------------------- | -------- |
| 1947年（石川）             | 志度商（初出場）         | 2回戦    | ● 0 - 1 京都二商                  | 初戦敗退 |
| 1948年（福岡）             | 丸亀（初出場）           | 1回戦    | ● 2 - 6 芦屋                      | 初戦敗退 |
| 1951年（広島）             | 高松一（初出場）         | 2回戦    | ● 0 - 1 都島工（延長21回）        | 初戦敗退 |
| 1953年（四国）             | 高松商（初出場）         | 1回戦    | ● 4 - 9 明治                      | 初戦敗退 |
| 1955年（神奈川）           | 坂出商（初出場）         | 1回戦    | ○ 1 - 0 小倉                      | 2回戦    |
| 1955年（神奈川）           | 坂出商（初出場）         | 2回戦    | ● 0 - 2 若狭                      | 2回戦    |
| 1957年（静岡）             | 坂出商（2年ぶり2回目）   | 1回戦    | ○ 4 - 3 大宮                      | 優勝     |
| 1957年（静岡）             | 坂出商（2年ぶり2回目）   | 2回戦    | ○ 6 - 3 岐阜商                    | 優勝     |
| 1957年（静岡）             | 坂出商（2年ぶり2回目）   | 準決勝   | ○ 4 - 0 寝屋川                    | 優勝     |
| 1957年（静岡）             | 坂出商（2年ぶり2回目）   | 決勝     | ○ 1 - 0 広島商                    | 優勝     |
| 1958年（富山）             | 高松商（5年ぶり2回目）   | 1回戦    | ○ 1 - 0 柳井                      | 優勝     |
| 1958年（富山）             | 高松商（5年ぶり2回目）   | 2回戦    | ○ 6 - 2 平安                      | 優勝     |
| 1958年（富山）             | 高松商（5年ぶり2回目）   | 準決勝   | ○ 1 - 0 清水東                    | 優勝     |
| 1958年（富山）             | 高松商（5年ぶり2回目）   | 決勝     | 中止 作新学院                     | 優勝     |
| 1964年（新潟）             | 高松商（6年ぶり3回目）   | 1回戦    | ○ 1 - 0 日大三                    | ベスト4  |
| 1964年（新潟）             | 高松商（6年ぶり3回目）   | 2回戦    | ○ 1 - 0 市西宮                    | ベスト4  |
| 1964年（新潟）             | 高松商（6年ぶり3回目）   | 準決勝   | ● 1 - 2 博多工                    | ベスト4  |
| 1970年（みちのく）         | 高松商（6年ぶり4回目）   | 2回戦    | ○ 4 - 0 銚子商                    | ベスト4  |
| 1970年（みちのく）         | 高松商（6年ぶり4回目）   | 準決勝   | ● 1 - 5 大分商                    | ベスト4  |
| 1972年（太陽）             | 高松一（21年ぶり2回目）  | 1回戦    | ○ 6 - 0 東海大工                  | 準優勝   |
| 1972年（太陽）             | 高松一（21年ぶり2回目）  | 2回戦    | ○ 3 - 1 柳井                      | 準優勝   |
| 1972年（太陽）             | 高松一（21年ぶり2回目）  | 準決勝   | ○ 5 - 2 鹿児島商                  | 準優勝   |
| 1972年（太陽）             | 高松一（21年ぶり2回目）  | 決勝     | ● 2 - 7 明星                      | 準優勝   |
| 1981年（びわこ）           | 志度商（34年ぶり2回目）  | 1回戦    | ● 0 - 1 京都商                    | 初戦敗退 |
| 1987年（海邦）             | 尽誠学園（初出場）       | 1回戦    | ● 1 - 2 帝京                      | 初戦敗退 |
| 1989年（はまなす）         | 尽誠学園（2年ぶり2回目） | 1回戦    | ○ 1 - 0 秋田経法大付              | 2回戦    |
| 1989年（はまなす）         | 尽誠学園（2年ぶり2回目） | 2回戦    | ● 2 - 6 帝京                      | 2回戦    |
| 1990年（とびうめ）         | 丸亀（42年ぶり2回目）    | 2回戦    | ○ 3 - 2 西日本短大付              | ベスト4  |
| 1990年（とびうめ）         | 丸亀（42年ぶり2回目）    | 準決勝   | ● 5 - 6 松山商                    | ベスト4  |
| 1992年（べにばな）         | 尽誠学園（3年ぶり3回目） | 1回戦    | ○ 7 - 3 拓大紅陵                  | 準優勝   |
| 1992年（べにばな）         | 尽誠学園（3年ぶり3回目） | 2回戦    | ○ 3 - 1 天理                      | 準優勝   |
| 1992年（べにばな）         | 尽誠学園（3年ぶり3回目） | 準決勝   | ○ 9 - 0 北陸                      | 準優勝   |
| 1992年（べにばな）         | 尽誠学園（3年ぶり3回目） | 決勝     | ● 0 - 3 星稜                      | 準優勝   |
| 1993年（東四国）           | 三本松（初出場・開催地） | 2回戦    | ○ 3 - 2 鳥取西（延長16回）        | ベスト4  |
| 1993年（東四国）           | 三本松（初出場・開催地） | 準決勝   | ● 1 - 5 小林西                    | ベスト4  |
| 1999年（くまもと未来）     | 尽誠学園（7年ぶり4回目） | 1回戦    | ○ 4 - 2 桐生第一                  | ベスト4  |
| 1999年（くまもと未来）     | 尽誠学園（7年ぶり4回目） | 2回戦    | ○ 4 - 0 静岡                      | ベスト4  |
| 1999年（くまもと未来）     | 尽誠学園（7年ぶり4回目） | 準決勝   | ● 4 - 8 智弁和歌山                | ベスト4  |
| 2002年（よさこい高知）     | 尽誠学園（3年ぶり5回目） | 1回戦    | ○ 3 - 2 智弁学園                  | ベスト4  |
| 2002年（よさこい高知）     | 尽誠学園（3年ぶり5回目） | 2回戦    | ○ 6 - 5 桐光学園                  | ベスト4  |
| 2002年（よさこい高知）     | 尽誠学園（3年ぶり5回目） | 準決勝   | ● 1 - 4 川之江                    | ベスト4  |
| 2017年（愛顔つなぐえひめ） | 三本松（24年ぶり2回目）  | 1回戦    | ● 2 - 9 東海大菅生（7回コールド） | 初戦敗退 |

## 軟式の部
| 年度             | 出場校 | 試合結果 | 試合結果        | 成績    |
| ---------------- | ------ | -------- | --------------- | ------- |
| 1993年（第48回） | 津田   | 2回戦    | ○ 3 - 1 習志野  | ベスト4 |
| 1993年（第48回） | 津田   | 準決勝   | ● 0 - 14 中京商 | ベスト4 |